# Svart nålfruktsmossa
Svart nålfruktsmossa (Anthoceros punctatus) är en skidmossaart som beskrevs av Carl von Linné. Svart nålfruktsmossa ingår i släktet Anthoceros och familjen skidmossor. Arten är reproducerande i Sverige. Inga underarter finns listade i Catalogue of Life.
Artens utbredningsområde sträcker sig över stora delar av Väst-, Central- och Östeuropa. Den växer i låglandet och i kulliga regioner upp till 550 meter över havet. Växten hittas ofta vid kanten av vattendrag, pölar och kanaler.
Beståndet hotas av vägbyggen som förstör gamla diken. Alla platser där växten förekommer är tillsammans uppskattningsvis 2000 km² stora och de fördelar sig över en cirka 9 miljoner km² stor yta. Hela populationen bedöms som stabil. IUCN listar arten som livskraftig (LC).